# Jonas Kamper
Jonas Kamper (Nørre Alslev, 3 maggio 1983) è un allenatore di calcio ed ex calciatore danese, di ruolo centrocampista, allenatore delle giovanili del Randers.

## Palmarès
- Campionato danese: 1

Brondby: 2004-2005
- Coppa di Danimarca: 2

Brondby: 2002-2003, 2004-2005